# Ельфі Едер
Ельфріда «Ельфі» Едер  (нім. Elfriede "Elfi" Eder, 5 січня 1970) — австрійська гірськолижниця, олімпійська медалістка.

## Виступи на Олімпіадах
| Олімпіада        | Дисципліна | Місце |
| ---------------- | ---------- | ----- |
| Ліллехаммер 1994 | слалом     | 2     |